# Wschód Polski
Wschód Polski – periodyk wydawany w Londynie w latach 1949-1955 przez Instytut Wschodni „Reduta”. 
Redaktorami pisma byli: Stanisław J. Paprocki i od z. 18 (1952) Tadeusz Jankowski.